# Gabriele Hasler
Gabriele Hasler (Wiesbaden, 18 april 1957) is een Duitse jazzzangeres, componiste en multi-instrumentaliste.

## Biografie
Hasler, die opgroeide in Stuttgart en van 1977 tot 1983 een universitair diploma aan de Universiteit van Bremen (Duits/muziek) voltooide, was een zangeres in bands van verschillende genres (folk, rock, Neue Deutsche Welle) vanaf 1977. Na een opleiding aan het Berklee College of Music tussen 1981 en 1983, hield ze zich aanvankelijk intensief bezig met jazz en geïmproviseerde muziek. Tegenwoordig is ze een genre-overschrijdende muzikante die het best kan worden toegewezen aan jazz. In 1986 ontving ze als eerste vrouw de SWF Jazz Prize en richtte ze haar eigen platenlabel Foolish Music op, waarop ze tot 2018 18 publicaties heeft uitgebracht. Ze leidde tal van artistieke projecten, zoals het kwartet Foolish Heart en formaties die aanvankelijk bestonden als een duo met de dichter Oskar Pastior en de saxofonist Roger Hanschel.
Hasler is als solist betrokken geweest bij verschillende radio- en televisieproducties, zoals Tu deinen Mund auf für die Stummen van Claus Bantzer (voor kamerkoor, jazzensemble en solo-gedeelte, NDR 1993), Strange Fruit van Bernd Konrad (voor symfonieorkest, jazzensemble en solostem, SWR 1995) en met Saxosythes van Dietmar Bonnen (kamerkoor en solostem, Deutsches Chorfest Bremen, Radio Bremen 2008). Verder werkte ze met de bigbands van de SDR, NDR, WDR en de Deense radio. Ze was ook betrokken bij projecten van Georg Ruby, Jörn Schipper en Ursel Schlicht.
Hasler heeft ook uitgebracht bij Thein Records, Leo Records, JazzHausMusik, Bear Records en Laika Records. Met haar al lang bestaande kwartet Foolish Heart verscheen ze op tal van festivals en reisde ze voor het Goethe-Institut naar de Maghreb-staten, Zuid-Azië, Turkije en Togo. Ze schreef onder meer composities in opdracht. voor de NDR (sonetburger), het Mutare Musiktheater (crossfade), voor de kinderkoren van de St. Petridom in Bremen (Die Stunde Welt), voor het concertkoor Darmstadt (frösche und teebeutel) en het kamerkoor Harvestehude (Study Nature).
Het speelse gebruik van menselijke taal staat centraal in het muzikale oeuvre van Hasler. Het puur sonische aspect van woorden overlapt vaak hun werkelijke betekenisniveau. In haar composities gebruikt ze soms haar eigen fantasietaal, die ze Esperango noemt. Haar werk omvat aanpassingen van klassieke jazzstandards en instellingen voor gedichten van Pastior en Gertrude Stein (Go In Green). Verder verwerkte ze op de cd Lovesongs oude muziek van John Dowland.
Hasler werkte vele jaren als docent jazzzang aan de Universiteit van Oldenburg en vervolgens aan de Universiteit voor Muziek van Frankfurt am Main. Ze streeft haar concept van vocale groepsimprovisatie na met Klangbädern, de Improchor Bremen (2012 tot 2016) en met Luftschubsen (sinds 2016).

## Discografie
- 1984: Crazy (1984) (Quintett)
- 1986: God Is a She (met Bob Degen, Manfred Bründl en Jörn Schipper)
- 1988: dAs prOjekT (met kwintet)
- 1990: Gabriele Haslers Personal Notebook (kwintet, met Lars Lindvall)
- 1993: sonetburger (met Elvira Plenar en Willers)
- 1995: Spider’s Lovesong (met Ruby)
- 1995: Go In Green (met Hanschel)
- 1997: Gabriele Haslers Rosenstücke (septet)
- 1997: Familienglück (met Hanschel en Hans Lüdemann)
- 2002: Pigeon (met Hanschel)
- 2003: Lovesongs (met Hanschel)
- 2004: Flow (solo)
- 2006: Frösche und Teebeutel (met Pastior en Hanschel)
- 2007: G.bete 365 (solo)
- 2013: Im bauch der vokale (solo; Bestenliste 4/2013 zum Preis der Deutschen Schallplattenkritik)
- 2016: Fundstücke (met Günter Baby Sommer)

### Als gastmuzikante (Auswahl)
- 1989: The Private Ear (met Willers en Louis Sclavis)
- 1990: Pago Libre: Extempora (met Lars Lindvall, John Wolf Brennan en Daniele Patumi)
- 1992: Strange Loops (met Ruby en Wollie Kaiser)
- 1993: Solitude (met German Marstatt en Wollie Kaiser)
- 1994: OrganIC VoICes (met John Wolf Brennan)
- 1998: Strange Fruit (met Konrad, Herbert Joos, Günter Lenz, Günter Sommer en de Südwestdeutschen Philharmonie)

- Gemeinsame Normdatei: 120491036
- International Standard Name Identifier: 0000 0000 5537 9979
- Library of Congress Control Number: no98028473
- MusicBrainz: f8385ccd-a05c-4f2e-97f7-5cd24cf9c274
- Virtual International Authority File: 34070261
- WorldCat: E39PBJxRJ34FjbBfFdWGFb7rbd